# Mimosaceae
Mimosaceae is een botanische naam, voor een familie van tweezaadlobbige planten. Een familie onder deze naam wordt af en toe erkend door systemen van plantentaxonomie. Het alternatief is om de betreffende planten de rang van onderfamilie te geven, onder de naam Mimosoideae (in de familie Leguminosae oftewel Fabaceae).
Het Cronquist-systeem (1981) erkende deze familie wel, maar het APG-systeem (1998) en het APG II-systeem (2003) houden het op een onderfamilie. In het Wettstein-systeem (1935) was de plaatsing in de orde Rosales.